# Vriesea revoluta
Vriesea revoluta är en gräsväxtart som beskrevs av Bruno Rezende Silva. Vriesea revoluta ingår i släktet Vriesea och familjen Bromeliaceae. Inga underarter finns listade i Catalogue of Life.